# Danh sách cái chết bất thường
Đây là danh sách những cái chết bất thường, bao gồm những trường hợp chỉ có duy nhất hoặc cực kỳ hiếm hoi được ghi nhận trong lịch sử. Một số trường hợp tử vong trong huyền thoại được coi là có thể minh chứng bằng khoa học hiện đại. Từ điển Oxford định nghĩa từ "bất thường" như là "không có thói quen hay thường xảy ra hoặc làm" và "đáng chú ý hoặc thú vị bởi vì nó khác với hoặc tốt hơn so với những người khác."

## Danh sách
| Tên | Sự kiện |
| --- | --- |
| Cổ đại | |
| Dracon, c. 620 TCN | Nhà lập pháp Athens, bị đè đến chết bởi những món quà gồm áo choàng và mũ tắm của những công dân đáng kính tại một nhà hát ở Aegina. |
| Arrhichion của Phigalia, 564 TCN | Một pankratiast Hy Lạp, gây ra cái chết cho mình trong trận chung kết Olympic cổ đại. Đấu với một đối thủ không xác định, ông bị cái thòng lọng tròng vào và không thể tự giải thoát mình. Huấn luyện viên của Arrichion hét lên, "Thật là một đám tang tốt nếu bạn không làm được gì tại Olympia!" Arrichion sau đó đá đối thủ của mình bằng chân phải trong khi xoay mình sang bên trái, gây ra đối thủ quá nhiều đau đớn đến mức đã thể hiện các dấu hiệu của thất bại cho các trọng tài, trong khi đó cổ Arrichion gãy trong cái thòng lọng. Khi các đối thủ đã thừa nhận thất bại, Arrichion được tuyên bố chiến thắng khi ông đã chết. |
| Heraclitus, c. 475 TCN | Triết gia Hy Lạp. Theo Diogenes, thì Heraclitus được cho là đã bị những con chó nuốt chửng sau khi ông dùng phân bò bôi lên thân để chữa bệnh cổ chướng của mình |
| Aeschylus, 455 TCN | Tác gia lớn của Athen về bi kịch. Valerius Maximus viết rằng ông đã bị giết bởi một con rùa do một con đại bàng thả xuống vì đã nhầm lẫn cái đầu hói của ông với một hòn đá phù hợp cho làm vỡ vỏ của rùa này. Pliny Già (tức Gaius Plinius Secundus) trong cuốn Naturalis Historiae của mình, cho biết thêm rằng Aeschylus đã ở ngoài trời để tránh một lời tiên tri rằng ông sẽ bị giết bởi một vật rơi. |
| Mithridates, 401 TCN | Là một người lính Ba Tư, đã khoe với vua của mình là Artaxerxes II, rằng giết đối thủ Cyrus Trẻ (Cyrus the Younger, là anh trai của Artaxerxes II). Artaxerxes II trừng trị theo scaphism. Bác sĩ của nhà vua là Ctesias, báo cáo rằng Mithridates sống được 17 ngày trong cuộc tra tấn bằng côn trùng. |
| Agathocles 288 TCN | Bị đầu độc bằng tăm chứa thuốc độc |
| Philitas của Cos, 270 TCN | Nhà tư tưởng Hy Lạp. Athenaeus nói rằng ông ta đã có những lập luận được nghiên cứu và sử dụng từ sai lầm, đến mức bị trục xuất và chết đói. Nhà nghiên cứu thời cổ người Anh Alan Cameron đoán rằng Philitas chết vì căn bệnh hội chứng tự hoại (wasting disease) và ông đã nói đùa là do thầy giáo của mình . |
| Tần Thủy Hoàng, 210 TCN | Hoàng đế Trung Hoa đầu tiên, đã chết sau khi uống các viên thuốc có thủy ngân trong niềm tin rằng nó sẽ cho ông sự sống vinh cửu. |
| Một lý giải cổ cho cái chết của Chrysippus, 206 TCN | Triết gia khắc kỷ (Stoic) Hy Lạp thế kỷ thứ 3 TCN, nói rằng ông đã chết vì cười sau khi ông nhìn thấy một con lừa ăn trái vả của mình; ông nói với một nô lệ cho con lừa uống rượu vang để rửa chúng xuống, và sau đó, "...đã cười quá nhiều, ông qua đời" (Diogenes Laertius 7,185).. |
| Người trợ giáo Saint Lawrence, 258 AD | Bị vua Valerian trừng trị bằng rang sống trên chiếc vỉ nướng khổng lồ . Prudentius nói rằng ông ta nói đùa với những kẻ hành hạ mình, "Xoay tôi qua đi, tôi hiện ở phía bên này". Ông hiện là vị thánh bảo trợ cho đầu bếp, diễn viên hài, và nhân viên cứu hỏa . |
| - Nhà tư tưởng Hy Lạp Philitas của Cos, được coi là bị trục xuất và chết đói. - Tần Thủy Hoàng chết vì uống các viên thuốc có thủy ngân. - Triết gia Chrysippus được nói rằng ông đã chết vì cười. | |
| Trung cổ | |
| Béla I of Hungary, 1063 | Khi Đế quốc La Mã Thần thánh quyết định tung ra chiến dịch quân sự chống lại Hungary để khôi phục ngai vàng cho Solomon trẻ, Béla I bị thương nặng trong dinh thự của ông tại Dömös khi "ngai vàng đã tan vỡ dưới chân" . Theo Illuminated Chronicle thì nhà vua đã "nửa chết", được đưa đến biên giới phía tây của vương quốc, nơi ông qua đời ở lạch Kanizsa ngày 11/09/1063 . |
| Edward II, Anh quốc, 1327 | Bị lật đổ và bị giam cầm bởi vợ là Isabella và người yêu của bà ta là Roger Mortimer, 1st Earl of March. Có đồn đại là Edward II đã bị sát hại bằng cách cắm một cái sừng vào hậu môn bên trong có một thanh sắt nóng đỏ, đốt cháy nội tạng mà không để lộ ra cơ thể . Tuy nhiên, giới học giả thực tế không đồng thuận về cách thức của cái chết Edward II, và coi rằng câu chuyện là tuyên truyền . |
| Jan Lucemburský, 1346 | Vua Bohemia, sau khi bị mù trong 10 năm, đã tham gia Trận Crécy (miền bắc nước Pháp) và bị giết trong khi ông buộc dây cương ngựa quân đội của mình vào người và phi. |
| Charles II, Navarre, 1387 | Thường được gọi là "Charles the Bad". Biên niên đại Froissart nêu rằng vua bị bệnh ở tuổi già, đã lệnh cho bác sĩ của mình được khâu chặt vào một tấm vải ngâm trong rượu chưng cất. Các tấm rất dễ cháy đã vô tình bắt lửa và Charles chết sau đó do chấn thương. Froissart coi cái chết khủng khiếp này là sự phán xét của Chúa Trời đối với vua. |
| Phục hưng | |
| | |